# Memorandumul Transilvaniei

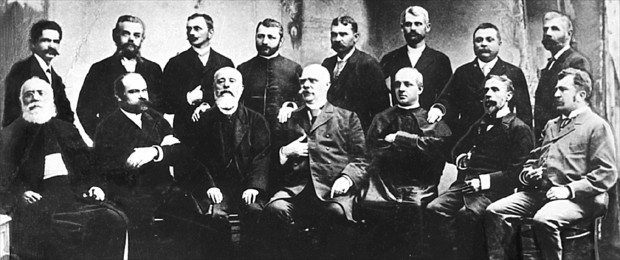
Semnatarii Memorandumului:
Rândul de sus (de la stânga la dreapta): Dionisie Roman, Patriciu Barbu, dr. D. P. Barcianu, Gherasim Domide, dr. Teodor Mihali, dr. Aurel Suciu, Mihaiu Veliciu, Rubin Patița
Rândul de jos (de la stânga la dreapta): Niculae Cristea, Iuliu Coroianu, Gheorghe Pop de Băsești, dr. Ioan Rațiu, dr. Vasile Lucaciu, Dimitrie Comșa, Septimiu Albini

Memorandumul Transilvaniei a fost o petiție prezentată în 28 mai 1892 de liderii românilor din Transilvania împăratului Austro-Ungariei Franz Josef prin care erau solicitate pentru populația română drepturi etnice egale cu ale populației maghiare, precum și încetarea persecuțiilor și a încercărilor de maghiarizare.

## Motivele apariției Memorandumului
După Ausgleich-ul (Compromisul dualist) din 1867, românii, deși populație majoritară în Transilvania, nu aveau un statut oficial de etnici. Memorandumul a fost scris de un comitet format din membri ai Partidului Național Român: 
- Ioan Rațiu - președinte
- Gheorghe Pop de Băsești și Eugen Brote- vicepreședinți
- Vasile Lucaciu - secretar general
- Septimiu Albini - secretar
- D. P. Barcianu, Theodor Mihali, Vasile Ignat, Alexandru Filip, Ludovic Ciato, Patrichie Barbu, I. Tripon, Nicolae Cristea, Gavril Manu, Dimitrie Comșa, Aurel Suciu, I. Nichita, Mihai Veliciu, Gavril Lazăr, Iuliu Mera, Gherasim Domide, A. Popovici, Rubin Patiția, Iuliu Coroianu și Vasile Rațiu - membri.

Erau solicitate drepturi politice pentru români și erau denunțate politicile de intoleranță față de români existente în regatul ungar.
Situația românilor a ajuns să fie remarcată și de personalități politice din alte țări. Ambasadorul Belgiei la Viena, Borchgrave, îi scria ministrului de externe Merode Westerlo, într-un raport din 19 nov. 1892:
„Dintre popoarele care trăiesc sub dominația maghiară, românii sunt cei mai nemulțumiți. Acești strănepoți ai lui Traian nu pot uita că sunt frații românilor din regatul înfloritor și prosper.”—Borchgrave
Georges Clemenceau, scria în ziarul La Justice din 12 mai 1884:
„Românii sunt lipsiți de orice drepturi politice... În număr de 3,5 milioane, ar avea dreptul, proporțional, la 75 de deputați din cei 417 câți are camera și nu au niciunul.”—Georges Clemenceau

## Consecințe
Memorandumul a fost dus de o delegație compusă din 237 de persoane împăratului Franz Josef, dar acesta a trimis mai departe memorandumul, necitit, la parlamentul de la Budapesta, de unde, de asemenea necitit, a fost restituit conducătorului delegației. Avându-se în vedere că documentul a fost tipărit și răspândit, autorii au fost dați în judecată în luna mai a anului 1894, acuzați de instigare prin presă. Cu această ocazie, Ioan Rațiu a rostit celebra frază:
„Ceea ce se discută aici este însăși existența poporului român. Existența unui popor însă nu se discută, ci se afirmă”—Ioan Rațiu
Majoritatea inculpaților au fost condamnați la termene de închisoare de la două luni la cinci ani și, deși au fost eliberați din detenție prin amnistie regală în anul următor, rezultatul procesului a diminuat încrederea românilor în Casa de Habsburg și a  contribuit la creșterea numărului susținătorilor unirii Transilvaniei cu Regatul României drept singura posibilitate de soluționare a situației lor.
Au existat însă și rezerve față de o politică activă pentru unificare până la sfârșitul Primului Război Mondial și până la încheierea Tratatului de la Trianon, întrucât, pe de o parte, România oscila între Puterile Centrale și Antantă, iar, pe de altă parte, moștenitorul tronului, Franz Ferdinand, ar fi putut oferi o soluție la problemă prin planul imperiului de restructurare federală în Statele Unite ale Austriei Mari.